# Caballito, Buenos Aires
Caballito este un cartier în orașul Buenos Aires, Argentina. În 2010 avea o populație totală de 176.076 locuitori.